# Periclimenes laccadivensis
Periclimenes laccadivensis är en kräftdjursart som först beskrevs av Alcock och A. R. S. Anderson 1894.  Periclimenes laccadivensis ingår i släktet Periclimenes och familjen Palaemonidae. Inga underarter finns listade i Catalogue of Life.